# Morgenflimmer
Morgenflimmer var Danmarks første morgen-tv-program. Det blev sendt på den københavnske lokal-tv-station Kanal 2, i første omgang som del af Kanal 2's programflade – senere som selvstændigt program med selvstændig sendetiladelse. programmet gik dog konkurs hvorefter sendetiladelsen gik tilbage til Kanal 2 der dog aldrig formåede at relancere programmet i en holdbar form.
Morgen Flimmer havde sin storhedstid i slutningen af 1980'erne.
Senere i 1990'erne blev ideen med morgen-tv taget op af både TV 2 og TV3, der lancerede hver deres morgen-tv-programmer, hvoraf kun TV2's Go' Morgen Danmark overlevede. DR sprang i starten af 2000'erne med på morgen-tv-vognen med et program med hovedvægt på nyheder.
Konceptet for Morgenflimmer var, ligesom i Go' Morgen Danmark, at blande nyheder, underholdning og servicestof. Dertil kom en særlig del af programmet, der var målrettet mod de mindste: Bubbers Badekar. Det var her tv-værten Bubber fik sit gennembrud – programmet blev senere solgt til TV2 under titlen 17 nul dut (men i folkemunde blev det aldrig kaldt andet end Bubbers Badekar). Morgenflimmer bød desuden i mange år på morgengymnastik med Anne Valentin.
En lang række kendte tv-personligheder, skuespillere og entertainere startede deres karriere på Morgen Flimmer. Heriblandt førnævnte Bubber (der startede som reporter, og senere blev vært for børne-delen), Ellen Hillingsø, Michael Carøe, Lars Klingert, Dorte Høeg, Camilla Miehe-Renard (der dog startede som studievært på andre Kanal 2-programmer), Claus Hagen Petersen (der dog var en gammel kending i tv-branchen), Frantz Howitz m.fl. De første værter på programmet var Michael Bundesen, Steen Andersen og førnævnte Claus Hagen Petersen.
Danmarks absolut første morgen tv program blev faktisk sendt i 1984 på lokal tv stationen TV-Aalborg.
Programmet hed Candyfloss og havde DJ Flemming Krøll som vært. Dorthe Geisling og Per Torp var producere, Kim Graugaard var redigeringstekniker.
I den første udsendelse præsenterede Flemming Krøll som den første i Skandinavien videoen "Last Christmas" med Wham!.